# Abborrasjön (Kyrkhults socken, Blekinge, 624471-143063)
Abborrasjön är en sjö i Olofströms kommun i Blekinge och ingår i Mörrumsån-Skräbeåns kustområde. Sjön är 7,1 meter djup, har en yta på 0,05 kvadratkilometer och är belägen 120 meter över havet.